# Motohiko Hamase
Motohiko Hamase (jap. 濱瀬 元彦, Hamase Motohiko; * 15. April 1952) ist ein japanischer Jazz- und Ambientmusiker (Kontrabass, Elektronik).
Motohiko Hamase spielte ab den 1970er Jahren in der japanischen Jazzszene u. a. im Isao Suzuki Sextett, mit dem auch erste Aufnahmen entstanden (Ako's Dream (1976), u. a. mit Tsuyoshi Yamamoto und Kazumi Watanabe). In den folgenden Jahren wirkte er außerdem bei Aufnahmen von Takao Uematsu (Straight Ahead), Mikio Masuda (Moon Stone), Minami Yasuda (Moritato for Osada) und Kazumasa Akiyama (Beyond the Door, 1979) mit. Im Bereich des Jazz war er zwischen 1976 und 1982 an 10 Aufnahmesessions beteiligt. 1987 entstand noch das Jazzalbum Anecdote (erschienen 1993, mit Yasunori Yamaguchi, Toshio Kaji).
Ab Mitte der 1980er Jahre wandte er sich der Ambientmusik zu; 1986 legte er ein erstes Soloalbum (Intaglio) vor, gefolgt von Reminiscence (1986) und Notes of Forestry (1988). Er leitete außerdem das Motohiko Hamase E.L.F Ensemble (mit Rei Shimizu, Katsutoshi Narisawa, Youichi Okabe, Naruyoshi Kikuchi, Katsutoshi Narisawa).